# Alix Didier Fils-Aimé
Alix Didier Fils-Aimé (14 novembre 1971) è un imprenditore e politico haitiano che è stato nominato il 10 novembre 2024 come primo ministro ad interim di Haiti, succedendo a Garry Conille che è stato licenziato dal Consiglio presidenziale di transizione lo stesso giorno.

## Biografia
Nato il 14 novembre 1971, Alix Didier Fils-Aimé è figlio di Alix Fils-Aimé, un politico che fu incarcerato sotto Jean-Claude Duvalier, poi divenuto deputato dal 1995 al 1999. Altri membri della sua famiglia, originari di Port-au-Prince, hanno investito nell'economia.
Ha conseguito una laurea in gestione aziendale, con specializzazione in finanza, presso l'Università di Boston. Successivamente è diventato presidente del consiglio di amministrazione della Camera di commercio e dell'industria occidentale (CCIO) e della Camera di commercio e dell'industria di Haiti (CCIH). È anche un uomo d'affari e possiede numerosi negozi di lavanderia a secco.
Si è candidato per un seggio al Senato haitiano per il partito Verità nel 2016.
Il 17 maggio 2024, nell'ambito di un bando di concorso dal 13 al 17 maggio, il Consiglio presidenziale di transizione ha annunciato di aver ricevuto più di 80 candidature per la carica di Primo Ministro. Tra i candidati, l'ex primo ministro Garry Conille, Fritz Bélizaire, l'ex ministro dell'Interno Paul Antoine Bien-Aimé, gli ex ministri della Giustizia Michel Brunache e Lucmane Délile, nonché Jean Hector Anacacis, Gérald Germain, Inel Torchon, Alix Didier Fils -Aimé e Jean-Rodolphe Joazile. La candidatura di Conille è stata finalmente accettata il 29 maggio.
Il 10 novembre 2024 è stato designato nuovo Primo Ministro di Haiti in seguito alla destituzione di Garry Conille. È entrato in carica l'11 novembre, il giorno dopo il suo ritorno dagli Stati Uniti. Ha formato il suo governo il 15 novembre.  È il terzo Primo Ministro di Haiti nominato in tre anni, in un periodo di grandi turbolenze.